# Jacques Dutronc
Jacques Dutronc (Parijs, 28 april 1943) is een Franse zanger, componist en filmacteur.

## Privéleven
Hij huwde in 1981 met zangeres Françoise Hardy met wie hij sinds 1967 een relatie had en die de moeder is van zijn zoon Thomas Dutronc (Parijs, 1973), een Franse zanger en jazzgitarist.

## Discografie

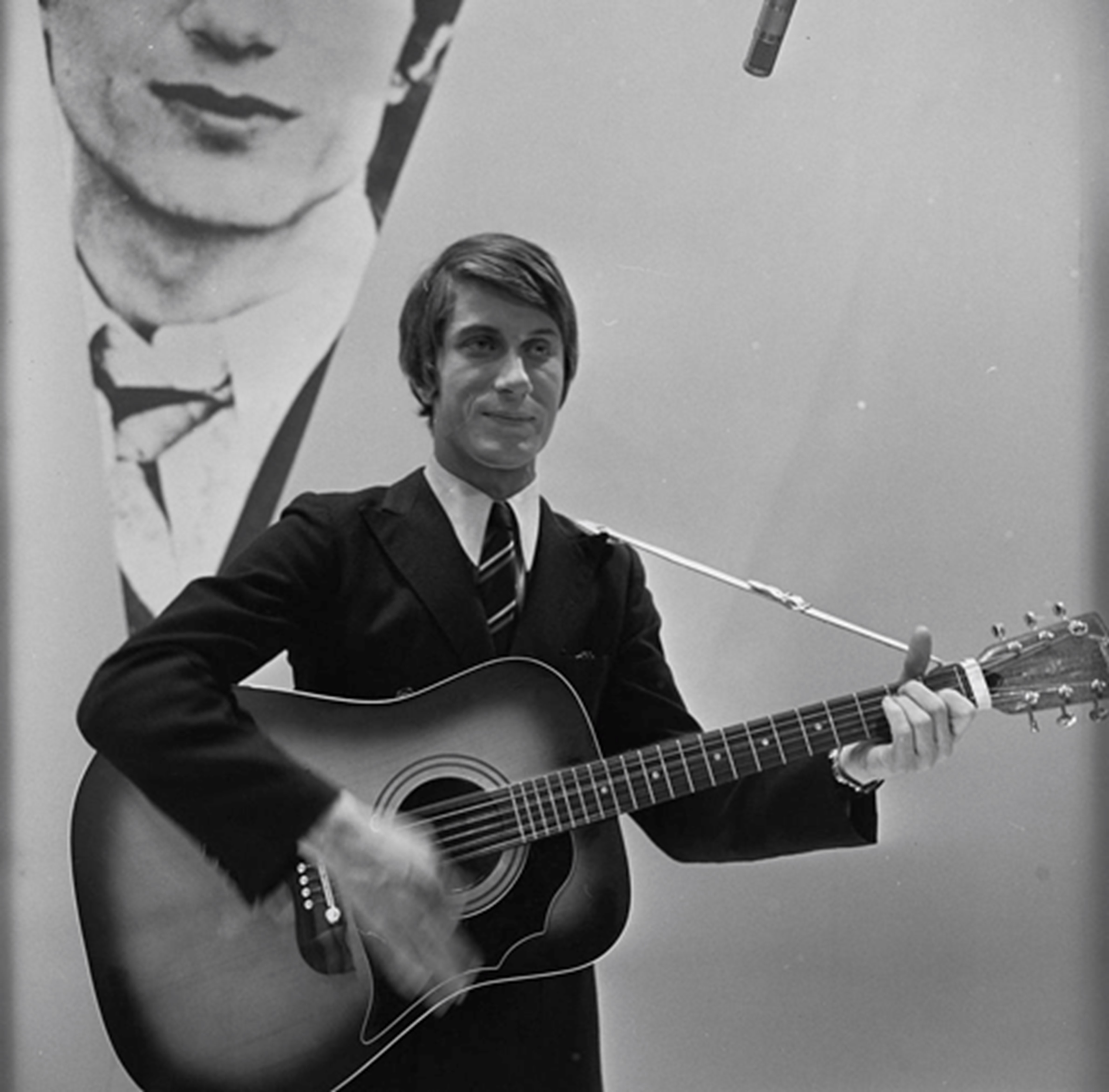
Dutronc (Fanclub, 1966)

### Albums

#### Studioalbums
- 1966 - Et moi, et moi, et moi (Vogue)
- 1968 - Il est cinq heures (Vogue)
- 1969 - L’Opportuniste (Vogue)
- 1970 - L’Aventurier (Vogue)
- 1971 - Jacques Dutronc (Vogue)
- 1972 - Jacques Dutronc (Vogue)
- 1975 - Jacques Dutronc (Vogue)
- 1980 - Guerre et pets (Gaumont Musique)
- 1982 - C'est pas du bronze (Gaumont Musique)
- 1987 - C.Q.F.D...utronc (CBS)
- 1995 - Brèves Rencontres (Columbia)
- 2003 - Madame l'existence (Columbia)

#### Livealbums
- 1992 : Jacques Dutronc au Casino (Columbia)
- 2010 : Et Vous, et Vous, et Vous (Columbia)

### Bekendste liedjes
- 1966 - Les play-boys
- 1966 - L'espace d'une fille
- 1966 - Les cactus
- 1966 - Et moi, et moi, et moi
- 1966 - On nous cache tout, on nous dit rien
- 1966 - Les gens sont fous, les temps sont flous
- 1966 - La fille du père Noël
- 1966 - La compapade
- 1966 - Mini-mini-mini
- 1967 - J'aime les filles
- 1968 - Comment elles dorment
- 1968 - La Métaphore
- 1968 - Hippie hippie hourrah
- 1968 - Il est cinq heures, Paris s'éveille
- 1968 - Le plus difficile
- 1969 - À tout berzingue
- 1969 - L'Opportuniste
- 1970 - L'Idole
- 1970 - Quand c'est usé on le jette
- 1970 - Où est-il l'ami Pierrot
- 1970 - L'Aventurier
- 1970 - Laquelle des deux est la plus snob
- 1971 - L’Arsène
- 1971 - Il suffit de leur demander
- 1971 - Le Conte de fées
- 1971 - Le Monde à l'envers
- 1971 - Le fond de l'air est fraisJacques Dutronc: concert in Lorient (2010)

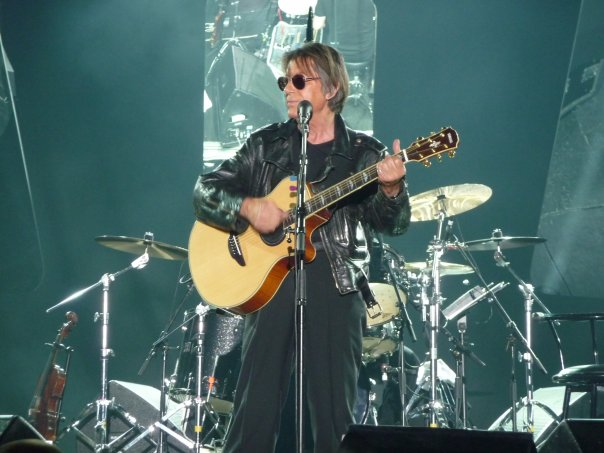
Jacques Dutronc: concert in Lorient (2010)

- 1971 - J'avais la cervelle qui faisait des vagues
- 1972 - Le Petit jardin
- 1972 - Elle est si...
- 1975 - Le Testamour
- 1975 - Gentleman cambrioleur
- 1980 - L'hymne à l'amour (moi l'nœud)
- 1980 - J'ai déjà donné
- 1980 - Ballade comestible
- 1982 - Tous les goûts sont dans ma nature
- 1984 - Merde in France
- 1987 - Les Gars de la narine
- 1987 - Corsica
- 1987 - Opium (duo met Bambou)
- 1987 - Qui se soucie de nous?
- 1995 - L'Âme sœur
- 1995 - Tous les goûts sont dans ma nature (duo met Étienne Daho)
- 1995 - Entrez m'sieur dans l'humanité

## Hitlijsten

### Singles
| Single met eventuele hitnotering(en) in de Nederlandse Top 40 | Datum van verschijnen | Datum van binnenkomst | Hoogste positie | Aantal weken | Opmerkingen |
| ------------------------------------------------------------- | --------------------- | --------------------- | --------------- | ------------ | ----------- |
| Les playboys                                                  | 11-2-1967             | 1967                  | 32              | 2            |             |
| Il est cinq heures, Paris s'éveille                           | 27-4-1968             | 1968                  | 4               | 11           |             |
| Le responsable                                                | 31-5-1969             | 1969                  | 29              | 5            |             |

### NPO Radio 2 Top 2000
| Nummer met noteringen in de NPO Radio 2 Top 2000 | '99 | '00  | '01  | '02  | '03  | '04  | '05  | '06 | '07  | '08  | '09  | '10  | '11  | '12  | '13  | '14  | '15  |
| ------------------------------------------------ | --- | ---- | ---- | ---- | ---- | ---- | ---- | --- | ---- | ---- | ---- | ---- | ---- | ---- | ---- | ---- | ---- |
| Il est cinq heures, Paris s'éveille              | 873 | 1559 | 1411 | 1366 | 1395 | 1160 | 1203 | 970 | 1627 | 1226 | 1411 | 1636 | 1496 | 1638 | 1504 | 1616 | 1054 |

1. ↑  Een vetgedrukt getal geeft de hoogste notering aan.
2. ↑  Deze tabel is bijgewerkt tot en met de laatste editie (2024).

## Filmografie
- 1973 - Antoine et Sébastien (Jean-Marie Périer)
- 1973 - OK patron (Claude Vital)
- 1974 - L'important c'est d'aimer (Andrzej Żuławski)
- 1976 - Le Bon et les Méchants (Claude Lelouch)
- 1976 - Mado (Claude Sautet)
- 1976 - Violette et François (Jacques Rouffio)
- 1977 - Le Point de mire (Jean-Claude Tramont)
- 1977 - L'État sauvage (Francis Girod)
- 1977 - Sale rêveur (Jean-Marie Périer)
- 1978 - Pierrot mon ami (François Leterrier) (televisiefilm)
- 1979 - Retour à la bien-aimée (Jean-François Adam)
- 1979 - Sauve qui peut (la vie) (Jean-Luc Godard)
- 1979 - Le Mors aux dents (Laurent Heynemann)
- 1979 - Le Mouton noir (Jean-Pierre Moscardo)
- 1979 - L'Entourloupe (Gérard Pirès)
- 1979 - À nous deux (Claude Lelouch)
- 1980 - Rends-moi la clé (Gérard Pirès)
- 1980 - Malevil (Christian de Chalonge)
- 1981 - L'Ombre rouge (Jean-Louis Comolli)
- 1981 - Une jeunesse (Moshé Mizrahi)
- 1982 - Paradis pour tous (Alain Jessua)
- 1982 - Y a-t-il un Français dans la salle ? (Jean-Pierre Mocky)
- 1983 - Sarah (Maurice Dugowson)
- 1983 - Tricheurs (Barbet Schroeder)
- 1988 - Mes nuits sont plus belles que vos jours (Andrzej Żuławski)
- 1989 - Chambre à part (Jacky Cukier)
- 1990 - Le Pinceau à lèvres (Bruno Chiche) (kortfilm)
- 1991 - Van Gogh (Maurice Pialat)
- 1991 - Toutes peines confondues (Michel Deville)
- 1994 - Le Maître des éléphants (Patrick Grandperret)
- 1995 - Les Victimes (Patrick Grandperret)
- 1998 - Place Vendôme (Nicole Garcia)
- 2000 - Merci pour le chocolat (Claude Chabrol)
- 2001 - C'est la vie (Jean-Pierre Améris)
- 2001 - Embrassez qui vous voudrez (Michel Blanc)
- 2004 - Pédale dure (Gabriel Aghion)
- 2006 - Ma place au soleil (Éric de Montalier)
- 2007 - U.V. (Gilles Paquet-Brenner)
- 2007 - Le Deuxième Souffle (Alain Corneau)
- 2010 - Joseph et la Fille (Xavier de Choudens)
- 2014 - Les Francis (Fabrice Begotti)
- 2018 - Voyez comme on danse (Michel Blanc)

## Prijzen en nominaties

### Prijzen
- 1992 - Van Gogh : César voor beste acteur
- 2005 - César d'honneur voor zijn ganse carrière

### Nominaties
- 1977 - Mado: César voor beste mannelijke bijrol
- 1999 - Place Vendôme: César voor beste mannelijke bijrol
- 2002 - C'est la vie: César voor beste acteur